# Xerophyta equisetoides
Xerophyta equisetoides är en enhjärtbladig växtart som beskrevs av John Gilbert Baker. Xerophyta equisetoides ingår i släktet Xerophyta och familjen Velloziaceae.

## Underarter
Arten delas in i följande underarter:
- X. e. equisetoides
- X. e. pauciramosa
- X. e. pubescens
- X. e. setosa
- X. e. trichophylla